# 迪亚马特
迪亚马特（阿卡德語： / DTI.AMAT 或 𒀭𒌓𒌈 / DTAM.TUM，希臘語： / Thaláttē，又譯提亞馬特、迪亞馬特或迪阿馬特）是古代巴比伦神话裡的女神，她是孕育出所有神明的地母神，也是原初混沌時期中的創造象徵。“迪亚马特”这个名字有“苦水（盐水）”之意，与之对照的，她的伴侣神阿普蘇（又称“阿勃祖”）则意为“甜水（淡水）”。有關她的描述說她是「閃耀者」（the glistening one），部分資料將她的外型描述為類似大海蛇或龍的形象。

## 傳說
在《埃努瑪·埃利什》的記載中，阿普蘇和迪亚马特结合，生出了大量的神明，祂們所生下的第一對男女是拉赫穆與拉哈穆，這對子女之後結合並生下了天父神安沙爾和地母神基沙爾。对这些儿神的吵鬧爭鬥感到厌烦的阿普蘇，想同迪亚马特将他们懲罰教育。然而身为母亲的迪亚马特非但没有同意他的计划，反而将阿普蘇的企图告诉了自己的孩子们。恩基在听到迪亚马特的警告后，与兄弟姐妹商议，并一举杀死了阿普蘇。之后，迪亚马特被尊为太母而受到尊敬。不过，当恩基等萌发了对权威的欲望后，要求迪亚马特让出众神之主的宝座。被这个要求激怒的迪亚马特，将来使的神明吊起来侮辱一番后，才打发他回去。虽然众神都害怕迪亚马特的力量，但既然已经激怒了她，那就没有退路而言了。
有關恩基殺害阿普蘇的神話，在另一個版本的記述稍微中有些不同。恩基神確信阿普蘇正在籌劃殺害兒神們，於是抓住了阿普蘇並把祂囚禁在自己的神廟下方。阿普蘇與迪亞瑪特所生的兒子金固神憤怒地將這件事報告給自己的母親，提亞瑪特為了替丈夫之死報仇，於是生下「十一個怪物」來對抗神靈，這些怪物都是她自己單獨生下的孩子。十一個怪物分別為有翼雙足蛇「巴修穆」（Bašmu，「毒蛇」）、三角獅龍「烏修穆迦魯」（Ušumgallu，「巨大龍」）、七頭蛇「穆修瑪夫」（Mušmaḫḫū，「崇高之蛇」）、「穆修素」（「怒蛇」）、「拉赫穆」（「多毛的」，與上方提到的同名男神為不同存在）、獅頭風暴惡魔「烏伽爾魯」（Ugallu，「巨大惡劣天氣獸」）、狗頭人（另說為獅頭人）「烏利迪姆」（Uridimmu，「怒獅」）、「基塔布利魯」（Girtablullû，「蠍人」）、「烏姆·達布魯圖」（Umū dabrūtu，「暴風雨」）、人魚「庫盧魯」（Kulullû，「魚男」）和人牛（下半身為牛）「庫薩利庫」（Kusarikku，「公牛男」）。
在迪亚马特孙辈的神明之中，有一位叫馬爾杜克（恩基的儿子）的勇猛之神。被讴歌为最强武神的馬爾杜克，向迪亚马特发出了宣战示言。而迪亚马特这一边，也将象征权威的天之石板授予自己的孩子兼第二任丈夫金固神，命令他迎击馬爾杜克。金固率領「十一個怪物」迎擊，然而在馬爾杜克的力量面前，很快败下阵来，最後金固被馬爾杜克所殺。迪亚马特遂以她巨大的身躯相抗衡，试图一口就将馬爾杜克吞入囊中，然而，馬爾杜克却早有秘策。就在迪亚马特即将把他吞入口中的瞬间，馬爾杜克操纵暴风令迪亚马特的口无法闭合，随后用剑刺穿她的身体。即便强如迪亚马特，也承受不了这一击而死去。
馬爾杜克将她的身体一剑切为两半，一半成为天，另一半成为地。迪亚马特的乳房形成山脉，在它旁边则形成泉水。从她的眼睛则生出底格里斯河跟幼发拉底河来。就这样，母神迪亚马特，成为了世界的基石。

## 诠释
迪亚马特的神话传说是已知最早的卡俄斯坎夫故事。卡俄斯坎夫一词来自德语，原意为“反抗混沌”，指的是一位文化英雄与大地或水里的怪物斗争的传说，这个怪物往往是蛇或龙。其他神话体系里的卡俄斯坎夫故事都直接或间接地与迪亚马特有关，例如赫梯人的蛇形巨龙伊卢扬卡、希腊神话里阿波罗杀死巨蟒皮同夺取德尔斐神谕的故事。

一些分析认为迪亚马特的传说可以分为两部分：第一部分里迪亚马特是创世女神，她借由盐水和淡水的神圣结合、经过若干代繁衍而创造了宇宙；第二部分则是之前提到的卡俄斯坎夫故事，迪亚马特被视为代表着原初混沌的怪物化身。

罗伯特·格雷夫斯认为迪亚马特死于马尔杜克手中可用来证明古代社会从母系过渡为父系的假设。格雷夫斯的观点后来被玛利亚·金布塔斯、梅林·斯通等人发展为女神运动理论，根据该理论，迪亚马特和其他怪物形象最初描绘的都是和平的、以女性为中心的宗教里至高无上的神灵，她们在暴力中演变成了怪物，她们被男性角色打败的故事，对应着母系宗教和社会被男性主导的社会替代。这一理论受到洛特·莫兹、辛西娅·埃勒尔等学者的批评。

## 流行文化
迪亞馬特被科幻小說家寫成地球的前身，並把與尼比魯一顆沒人查覺的行星，而有尼比魯碰撞的説法。
迪亚马特在日本手機遊戲《Fate/Grand Order》之中分別以「Beast」、「Alter Ego」的職階登場，在遊戲中被描述為第二之獸（Beast II），寶具分別為「幼子啊，遵隨創世之理吧」和「堅毅的孩子啊，對抗創世之理吧」。配音：悠木碧。
迪亞馬特於日本手機遊戲怪物彈珠故事前設.（xflag dictionary）中作為馬爾杜克逝去的母親。
日本手機網頁遊戲《Granblue Fantasy》中提亞馬特作為星晶獸登場。
迪亚马特亦是日本動畫電影《你的名字》之中造訪地球的彗星的名字，但彗星中途分裂出的碎片形成隕石，並造成糸守町滅村災難。
中國手機遊戲《蒼藍境界》（台版改名為愛琳：末神世界）中的提亞馬特是龍之眷屬的領袖，並且有地上最強的稱號。
手遊《永遠的7日之都》中籠中鳥零的神器即是迪亞馬特。
日本街機音樂遊戲《CHUNITHM》中出現以提亞馬特為主題的歌曲「TiamaT:F minor」。
迪亞馬特於日本家機SEGA SATURN光明與黑暗續戰篇3中，以召喚魔法的樣貌登場。